# ディアモール大阪

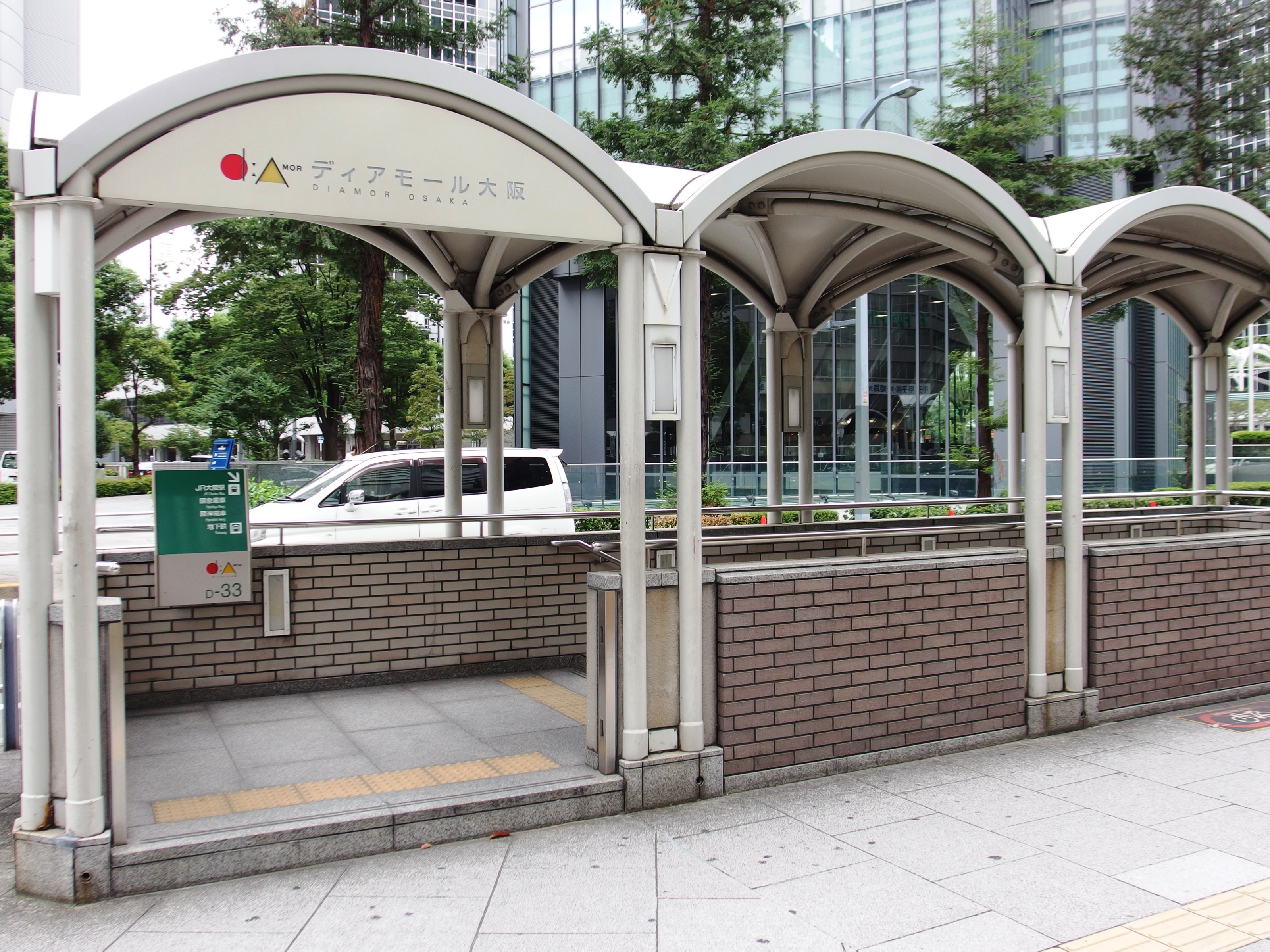
ディアモールの地上出入口

ディアモール大阪（でぃあもーるおおさか、DIAMOR Osaka）は、大阪府大阪市北区梅田にある大阪ダイヤモンド地下街株式会社（阪神電気鉄道100%出資）が運営する地下街である。

## 概要
ダイヤモンド地区と通称される梅田一丁目の地下に展開している（地下街の名称もこれに由来する）。住居表示は大阪府大阪市北区梅田一丁目大阪駅前ダイヤモンド地下街1号 - 5号となる。
梅田の地下街の中では比較的新しく、1995年（平成7年）にオープンした。
昭和50年代に、大阪市と阪神電気鉄道が、梅田に日本一の地下街を建設しようと計画。しかし、当時ライバルだった阪急電鉄の進言で、建設省（現国土交通省）が消防法上問題ありとしてストップした。結局、コンペにより大丸・阪神百貨店・阪神電気鉄道の三社による共同運営で、1995年（平成7年）10月に開業した。その後、2007年（平成19年）に大丸（現大丸松坂屋百貨店）・阪神百貨店（現阪急阪神百貨店）が株主から撤退し、阪神電気鉄道の単独運営となった。
大丸と阪神百貨店が主導権を握っていた時期には、テナント管理システム（POSシステム）及び会計システムを百貨店業界を一手に仕切る富士通に頼っていた。しかし、富士通のシステムでは、管理サーバ及びクレジットカードサーバを大阪ダイヤモンド地下街株式会社の事務所内に設置する必要があり、事務所サーバがダウンすると全館でクレジットカードが使用できなくなるというトラブルが頻発していた。2007年に阪神電鉄が100％の運営を実現した時に、テナント管理システムはオムロンのINFOX端末に移行して、PiTaPaをはじめとする電子マネーが使用可能となった。また、会計システムも阪急阪神ホールディングスの統一会計システムに移行した。
過去には大阪ダイヤモンド地下街が近隣の商業ビル「E-MA」の運営を受託しており、ディアモール大阪との合同キャンペーンや、共通ポイントカード「阪急阪神おでかけカード」や「Sポイント」の導入といった施策がとられていた。

## フロア構成
カジュアルストリート・マーケットストリート・バラエティストリート・ファッショナブルストリートの4つに分かれている。
サウスゲートビルディング（大丸梅田店）の地下を介してJR大阪駅とつながっているとともに、梅田の他の地下街であるホワイティうめだや大阪駅前ビル、梅田DTタワー、E-MA、阪神大阪梅田駅、JR東西線北新地駅と繋がっている。また、大阪駅、阪神大阪梅田駅・阪急大阪梅田駅・OsakaMetro梅田駅と北新地駅との最短ルートでもある。
なお、当初は楽器の形をした壁があり、音階のボタンを押すと音が鳴るものがあったが、後に撤去された。
梅田DTタワー地下2階を「フィオレ」としていたが、2023年1月10日をもって閉館した。「フィオレ」内には阪神百貨店梅田本店の一部として「リラクシア」と称したゾーンに入居しているショップがあったが、阪神百貨店梅田本店内に順次移転している。跡地には2024年1月26日に大創産業が「DAISO」「Standard Products」「THREEPPY」の複合店を開業。